# 北津留翼
北津留翼（KITATSURU Tsubasa，1985年4月26日—），日本男子自行车運動員。福岡縣北九州市出生，豐国学園高等学校畢業，隸屬於日本競輪選手会福岡支部。

## 簡歷
2010年11月，北津留翼代表日本參加亞運會自行車比賽，在男子個人爭先賽贏得银牌。